# Sains-Richaumont (tổng)
Tổng Sains-Richaumont là một tổng ở tỉnh Aisne trong vùng Hauts-de-France.

## Địa lý
Tổng này được tổ chức xung quanh Sains-Richaumont thuộc quận Vervins. Độ cao thay đổi từ 66 m (Monceau-le-Neuf-et-Faucouzy) đến 183 m (Lemé) với độ cao trung bình 124 m.

## Các đơn vị cấp dưới
Tổng Sains-Richaumont gồm 19 xã với dân số là 4 422 người (điều tra năm 1999, dân số không tính trùng)
| Xã                            | Dân số | Mã bưu chính | Mã insee |
| ----------------------------- | ------ | ------------ | -------- |
| Berlancourt                   | 93     | 2250         | 02068    |
| Chevennes                     | 155    | 2250         | 02182    |
| Colonfay                      | 95     | 2120         | 02206    |
| Franqueville                  | 123    | 2140         | 02331    |
| Le Hérie-la-Viéville          | 243    | 2120         | 02379    |
| Housset                       | 193    | 2250         | 02385    |
| Landifay-et-Bertaignemont     | 277    | 2120         | 02403    |
| Lemé                          | 474    | 2140         | 02416    |
| Marfontaine                   | 88     | 2140         | 02463    |
| Monceau-le-Neuf-et-Faucouzy   | 330    | 2270         | 02491    |
| La Neuville-Housset           | 50     | 2250         | 02547    |
| Puisieux-et-Clanlieu          | 299    | 2120         | 02629    |
| Rougeries                     | 241    | 2140         | 02657    |
| Sains-Richaumont              | 951    | 2120         | 02668    |
| Saint-Gobert                  | 320    | 2140         | 02681    |
| Saint-Pierre-lès-Franqueville | 60     | 2140         | 02688    |
| Le Sourd                      | 152    | 2140         | 02731    |
| Voharies                      | 78     | 2140         | 02823    |
| Wiège-Faty                    | 200    | 2120         | 02832    |

## Biến động dân số
| 1962                                                     | 1968  | 1975  | 1982  | 1990  | 1999  |
| -------------------------------------------------------- | ----- | ----- | ----- | ----- | ----- |
| 5 557                                                    | 5 893 | 5 109 | 4 753 | 4 478 | 4 422 |
| Nombre retenu à partir de 1962 : dân số không tính trùng |       |       |       |       |       |